# 協同通信
協同通信集團有限公司，簡稱協同通信集團，以及協同通信（英語：SYNERTONE COMMUNICATION CORPORATION，港交所：1613），於2001年由王浙安（董事長及首席執行官）創立「協同通信有限公司」。
總部位於深圳。業務在中國內地經營研发、生产等地面移动通信系统、集群通信系统产品、IPSTAR带宽租赁与卫星网络运营服务。
股份在2012年4月18日於港交所主板上市。招股價0.3港元，全球發售為300,000,000股，集資額為9000萬港元。

## 連結
- synertone.net （页面存档备份，存于）